# Karlheinz Nürnberg
Karlheinz Nürnberg (* 23. Februar 1918 in Hattingen; † 4. September 1999) war ein deutscher Musikwissenschaftler, Dirigent und Komponist.

## Leben
Nürnberg erhielt schon früh eine musikalische Ausbildung und trat bereits im Alter von 14 Jahren als Solo-Violinist auf. Mit 18 Jahren gab er in Essen sein Debüt als Dirigent. Es folgten Studien unter anderem in Leipzig. Daneben war er aktiver Leichtathlet und nahm an mehreren Meisterschaften teil.
Ab 1939 unternahm er mehrere Studienreisen, die ihn vor allem nach Italien führten. Ab 1948 begann er mit dem Aufbau eines Studios für neue Musik in Weinheim, das er ab 1969 in Heidelberg fortführte. Zeitweise lebte er auch in Mailand und Buenos Aires.
In den 1960er Jahren heiratete Nürnberg seine 26 Jahre jüngere Frau Gunhild, die sich seit seinem Tod aktiv um die Erhaltung und Verbreitung insbesondere seines musikalischen Erbes bemüht.
Nürnberg komponierte über 300 Werke, darunter Opern und geistliche Musik. Er beschäftigte sich stark mit neuer und experimenteller Musik und rief 1973 das Projekt SOFEM (Selektive Ordnung für elektronische Musik) ins Leben.
Er erhielt zahlreiche Ehrungen von verschiedenen Künstlerakademien und -verbänden, den Verdienstorden der Bundesrepublik Deutschland und mehrere Auszeichnungen durch IOC und NOK.
Sein umfänglicher Nachlass, in dem sich eine Vielzahl von Werkmanuskripten, Bühnenbildentwürfen, Lebensdokumenten und auch eine Autobiografie befinden, wird in der Badischen Landesbibliothek aufbewahrt.
Am 4. September 1999 verstarb Karlheinz Nürnberg im Alter von 81 Jahren.